# Lima Bank
Lima Bank ist eine Bank in Lusaka und wurde 1987 gegründet, indem zwei Gesellschaften, die Agricultural Finance Company und die Zambia Agricultural Development Bank, vereinigt wurden. Die Lima Bank ist ein halbstaatliches Unternehmen und untersteht somit direkt der Bank of Zambia. Ihr Geschäftsfeld war und ist die kleinbäuerliche Agrarwirtschaft. 
Ihre heutige Konstruktion ist die Lehre, die aus den Bankpleiten ab 1995 in Sambia und ihrer eigenen 1997 gezogen wurden. Sie wurde aufgrund von Beratungen der Weltbank, der FAO und Sambias 2002 mit dem Ziel erneut gegründet, die landwirtschaftliche Entwicklung im Lande zu fördern. 
Die Lima Bank ist von einer Entwicklungshilfeorganisation nur schwer zu unterscheiden, da viele ihrer Mittel von Geberländern oder Entwicklungsorganisationen gestellt und teilweise als Subvention lanciert werden. Die Lima Bank ist von der Development Bank of Zambia nur im Geschäftsfeld zu unterscheiden.
Zentrales Geschäftsfeld sind die sogenannten Mikrokredite, also Kredite für Menschen, die bisher an solche nicht kommen konnten, weil sie zu arm und auch zu einfach waren. In diesem Feld wiederum beschränkt sie sich auf die Landwirtschaft. Hier kooperiert sie beispielsweise mit der FAO in einem Fischzuchtprojekt, womit wiederum eine externe Anbindung die Geschäfte der Bank bestimmt. 
Fernes Ziel für die Lima Bank ist es, eine Fachbank für Kleinbauern zu werden. 